# 에스와이에스리테일

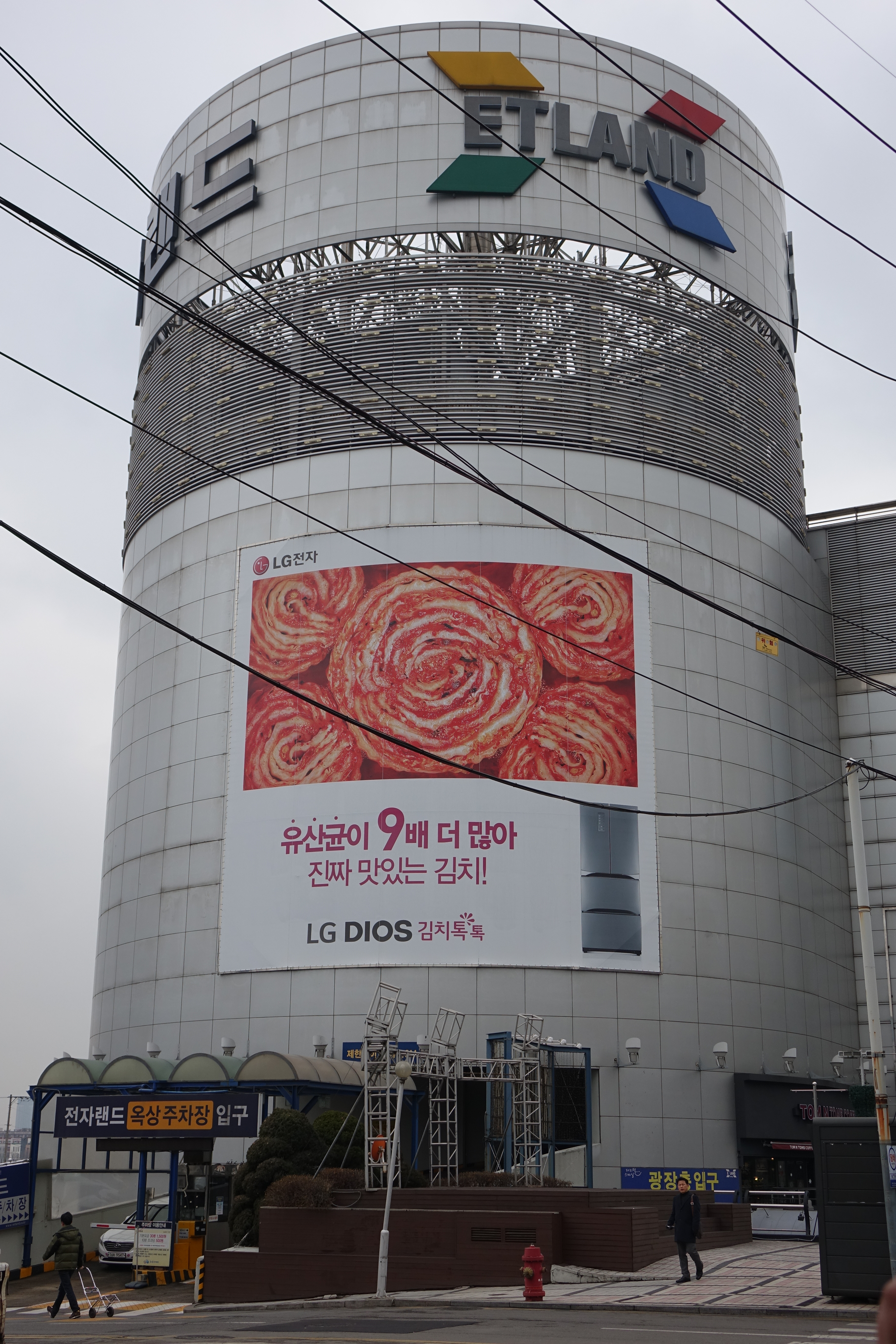

주식회사 에스와이에스리테일은 대한민국의 전자제품 전문 유통 회사이다. 오프라인 매장과 온라인 쇼핑몰을 운영하며 각종 혜택 및 프로모션을 제공하고 있다.

## 연혁
- 1963년: 서울전자유통주식회사 설립
- 1988년: 용산전자상가에 전자랜드 개업
- 2001년: 임대사업부가 인적분할하면서 주식회사 전자랜드로 상호 변경.
- 2012년: 회사명을 주식회사 전자랜드에서 주식회사 에스와이에스리테일로 상호 변경.
- 2024년 1월 6일: 토요일 휴일 통화 가능.

## 매장 지역

### 현재 영업 중인 점포
2024년 현재 기준이다.
| 지역별         | 지점 | 비고 |
| -------------- | --- | ---- |
| 서울특별시     | 용산IT점 · 용산모바일점 · 용산본점 · 은평점 · 타이푼점 · 현대시티 가산점 · 현대시티 동대문점 · 현대시티몰 가든파이브점 · NC강서점 · NC불광점 · NC신구로점                                                               |      |
| 부산광역시     | 기장점 · 기장메가마트점 · 남천메가마트점 · 대연점 · 동래메가마트점 · 사하점 · 화명점 |      |
| 대구광역시     | 죽전점 · 현대대구점 |      |
| 인천광역시     | 검단점 · 작전점 · 현대송도점 · NC인천점 |      |
| 광주광역시     | 광주수완하나로점 · 광주하남점 · 상무점 · 용봉점 · 첨단점 |      |
| 대전광역시     | 대전본점 · 대전하나로점 · 중리점 |      |
| 울산광역시     | 범서하나로점 · 언양 메가마트점 · 울산삼산점 · 효문점 |      |
| 경기도         | 경기광주점 · 금오점 · 발안점 · 분당본점 · 비산점 · 수원정자점 · 신천점 · 양주점 · 오산점 · 운정점 · 의정부점 · 이천점 · 일산점 · 중동점 · 평택본점 · 포천점 · 현대아울렛 김포점 · 현대스페이스1점 · NC광명점 · NC평촌점 |      |
| 강원특별자치도 | 강릉점 · 속초점 · 춘천엔타점 |      |
| 충청북도       | 분평점 · 율량점 · 제천점 · 청주하나로마트점 |      |
| 충청남도       | 공주점 · 내포하나로점 · 보령점 · 서산점 · 쌍용점 · 아산점 · 천안 메가마트점 · 홍성점 |      |
| 전북특별자치도 | 군산본점 · 김제점 · 남원점 · 덕진점 · 서신점 · 수송점 · 익산점 · 인후점 · 전주하나로점 · 정읍점 · 효천점 |      |
| 전라남도       | NC순천점 · 나주점 · 목포점 · 순천점 · 여수본점 · 여천점 |      |
| 경상북도       | 경산점 · 경주점 · 광평점 · 김천점 · 안동점 · 오광장점 · 우현점 |      |
| 경상남도       | 고현점 · 김해내동점 · 김해 메가마트점 · 내서점 · 도계점 · 도동점 · 밀양점 · 상남점 · 양산점 · 양산하나로점 · 옥포점 · 장유점 · 진주성점 · 진해점 · 통영점 · 합포점                                                      |      |
| 제주특별자치도 | 서귀포점 · 신제주점 · 제주점 |      |

### 폐점된 점포
| 년도   | 지점                                               | 비고 |
| ------ | -------------------------------------------------- | ---- |
| 2022년 | 원주점(8월) · 양재하나로점                         |      |
| 2023년 | 동두천점(5월) · 칠곡점(8월) · 메가마트 울산점(9월) |      |
| 2024년 | 쌍문점 · NC해운대점(4월) · 경주점(9월) · 논산점    |      |

## 계열사
인천 전자 랜드 엘리펀츠(elephants) : 전자 랜드(고려 제강 계열)가 2003년쯤에 SK 빅스 농구단을 인수했으나 2020년쯤에 코로나 19로 경영이 어려워졌다. 2021년 초여름까지 전자 랜드 프로 농구단이 운영되다가 한국가스공사에 팔렸다.

## 같이 보기
- 롯데하이마트
- 리빙TV